# La presidentessa
Pour l’article homonyme, voir Mademoiselle la Présidente.
Pour plus de détails, voir Fiche technique et Distribution.
La presidentessa est une comédie italienne réalisée par Luciano Salce et sortie en 1977.
Il s'agit d'une adaptation de la pièce La Présidente de Maurice Hennequin et Pierre Veber, créée en 1912. La pièce a été précédemment adaptée deux fois au cinéma, dans La Présidente (1938) de Fernand Rivers et dans Mademoiselle la Présidente (1952) de Pietro Germi.

## Synopsis
Le film, qui se déroule dans la région de la Vénétie et se fonde sur une série de malentendus faciles à résoudre, retrace une époque où les Italiens s'imposaient grâce au favoritisme. Yvette, une jeune danseuse d'avant-garde, perd son emploi parce qu'on ferme le théâtre où elle travaille. Yvette retrouve le magistrat à l'origine de la fermeture et elle tente de le séduire, mais c'est alors que le ministre de la justice fait irruption chez le magistrat car sa voiture a crevé. Le ministre tombe amoureux d'Yvette et la séduit le soir même, offrant au magistrat une mutation à Rome pour être près de la femme, croyant qu'elle est son épouse. De retour à Rome, le ministre reçoit la visite de la véritable épouse du magistrat qui, lasse de vivre en province, presse son mari de s'installer dans la capitale. Tous les malentendus entre les personnages se dénoueront à la fin du film.

## Fiche technique
- Titre original italien : La presidentessa[2]
- Réalisation : Gabriele Salvatores
- Scénario : Ottavio Jemma (it) d'après la pièce La Présidente de Maurice Hennequin et Pierre Veber, créée en 1912[1]
- Photographie : Ennio Guarnieri
- Montage : Antonio Siciliano (it)
- Musique : Lelio Luttazzi
- Décors : Dante Ferretti
- Production : Mario Cecchi Gori
- Société de production : Capital Film
- Format : couleurs - son mono - 35 mm
- Pays de production :  Italie
- Langue originale : italien
- Durée : 105 minutes
- Genre : comédie
- Date de sortie :
  - Italie : 5 février 1977

## Distribution
- Mariangela Melato : Yvette Jolifleur
- Johnny Dorelli : Tony Beghin/Ottavio
- Vittorio Caprioli : Juniper
- Luciano Salce : Daniele
- Gianrico Tedeschi : Agostino Trecanti
- Marco Tulli : Salvatore
- Fernando Cerulli : Tony
- Elsa Vazzoler : Egle Trecanti
- Renzo Marignano : Nino
- Ugo Bologna : Roberto
- Lucio Montanaro : Fulgenzio
- Laura Trotter : Dionisia Trecanti
- Luciano Bonanni : officier
- Ria De Simone : Angelina Beghin